# Jean-François de la Trémoille
Jean-François de la Trémoille (ur. w 1465 albo 1470 we Francji, zm. przed 19 czerwca 1507 w Mediolanie) – francuski kardynał.

## Życiorys
Urodził się w 1465 albo 1470 roku we Francji, jako syn Louisa II de La Trémoille i Marguerite d’Amboise. W młodości został kanonikiem kapituły orleańskiej, a następnie protonotariuszem apostolskim. 5 listopada 1490 roku został wybrany arcybiskupem Auch. W 1505 rok dodatkowo został administratorem apostolskim Poitiers. 18 grudnia 1506 roku został kreowany kardynałem prezbiterem, jednak zmarł przed otrzymaniem kościoła tytularnego przed 19 czerwca 1507 roku w Mediolanie.